# 呼延謨
呼延謨（?—?），前趙時劉曜手下大將，任鎮東將軍。

## 生平
劉曜與石勒交戰的時候，呼延謨奉令部率荊州、司州的軍隊，從崤山、澠池一帶向東方行軍，與前趙另一將領劉岳遙為呼應。然而劉、呼二人相繼敗於石虎之手，呼延謨更於陣上被石虎所殺。
呼延谟的儿子呼延琮。

## 軼話
《晉書‧列女傳》提及一名居於陝縣之婦人，性格貞烈，服事叔姑既孝且謹，但卻被叔父之女誣告殺害叔姑，受冤而死。其怨氣令屍骸不腐、當地多年沒有下雨。後來劉曜命呼延謨擔任當地太守，呼延謨知道此事後，處決誣告貞婦的女人，為貞婦雪冤，又設祭其墓，追諡「孝烈貞婦」，陝縣一帶才再次下雨。

## 延伸阅读
[在维基数据编辑]
 《晉書·卷096》，出自房玄齡《晉書》